# Sepp Messner Windschnur

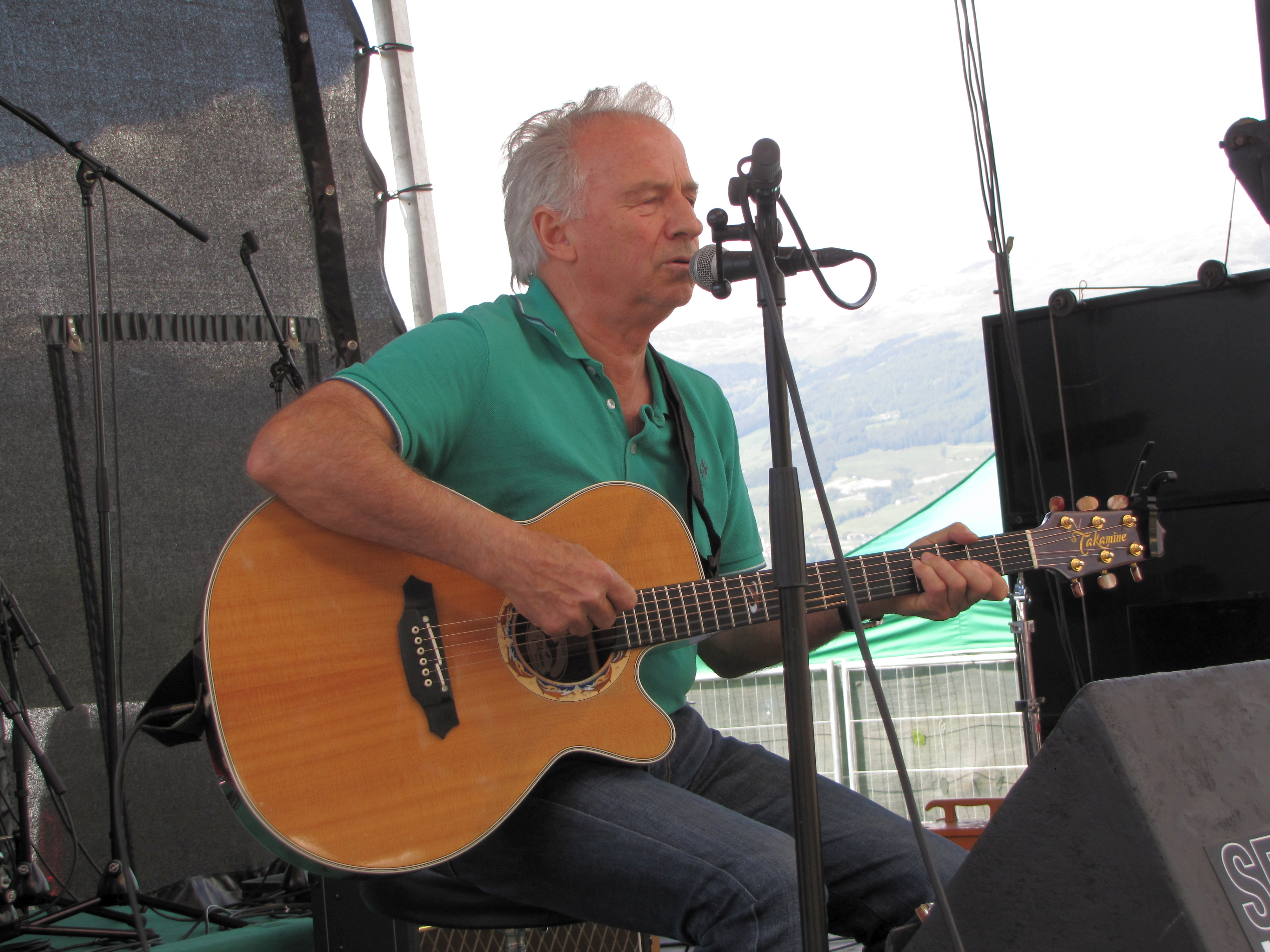
Sepp Messner Windschnur beim DINGSDO Folk Festival in Lajen, Mai 2014

Sepp Messner Windschnur (* 16. Oktober 1946 in Klausen als Josef Messner) ist ein Südtiroler Mundartmusiker und Malermeister.

## Musikalische Karriere
Sepp Messner Windschnur begann seine Karriere Mitte der 1960er Jahre in der Pop-Rock-Gruppe The Fellows. Nach deren Auflösung gründete er die Steves Band. Daneben musizierte er auch mit der damals bekannten Gruppe The Renegades. Zu dieser Zeit entstand die erste LP.
In den 1970er Jahren spielte Messner in der Tanzkapelle Souveniers und besann sich auf seinen zweiten Beruf, das Malen. Während er sich in den darauffolgenden Jahren seiner Familie und seinem neugegründeten Unternehmen zuwandte, half er immer wieder bei der Musikkapelle von Gufidaun aus. Aus dieser Zusammenarbeit entwickelte sich dann die Big Band Eisacktaler Musikanten, die von seinem Bruder gegründet wurde. Gleichzeitig entstand die Idee, humoristische Dialekttexte zu verfassen, und diese in flotte Rhythmen zu verpacken. Die Bänkelsänger wurden gegründet.
Seit Mitte der 1980er Jahre spielte Messner nur zum Vergnügen, ohne Auftritte. Die Liederszene Südtirol holte ihn nach langen Diskussionen ins Studio, wo Af’n Ball („Auf dem Ball“) zum ersten Mal aufgenommen wurde. Messner, der sich fortan nach dem Namen seines Heimathofes Sepp Messner „Windschnur“ nannte, nahm an der ersten Liederszene-Konzerttournee teil. Bald suchte er seine alten Musikerfreunde zusammen und formierte mit ihnen gemeinsam eine Band. Es folgten Tourneen, Rundfunk- und Fernsehauftritte und eine Live-CD. 1994 wurde die zweite CD „Live in Klausen“ eingespielt. Weitere vier Alben folgten.

## Privates
Sepp Messner Windschnur lebt mit Frau und Sohn Jakob Messner (Instagram-Komiker) in Gufidaun und betrieb bis 2015 ein Geschäft für Malereibedarf in Klausen.

## Diskografie
- Live (1992)[5]
- Live in Klausen (1994)[6]
- Seppl spiel au! (1996), Südton Verlag[7]
- Best Of (1999)
- ... auf Tour!
- Heit gian mer Schifohrn (2010)
- Hoila, Griasst enk (Livealbum + DVD) (2006)[8]
- Tyrolensia (2010)
- Sexesechzig (2012)
- Zugabe (2016)